# Kom, sätt dig neder och hör på sången
Kom, sätt dig neder och hör på sången är en väckelsesång som skrevs 1859 av den skånske skolläraren och klockaren Jöns Nilsson Kullman i Brösarp.
Den trycktes i Harpotoner 1862. Sången inleds med texten: "O du som ännu i synden drömmer". Sången bearbetades för Ahnfelts samling 1864 av Charlotte Cecilia af Tibell och började då med vers 3: "Ack kära du, som i synden drömmer. Melodin i Sionstoner är från Ahnfelts samling.